# Armando Picchi

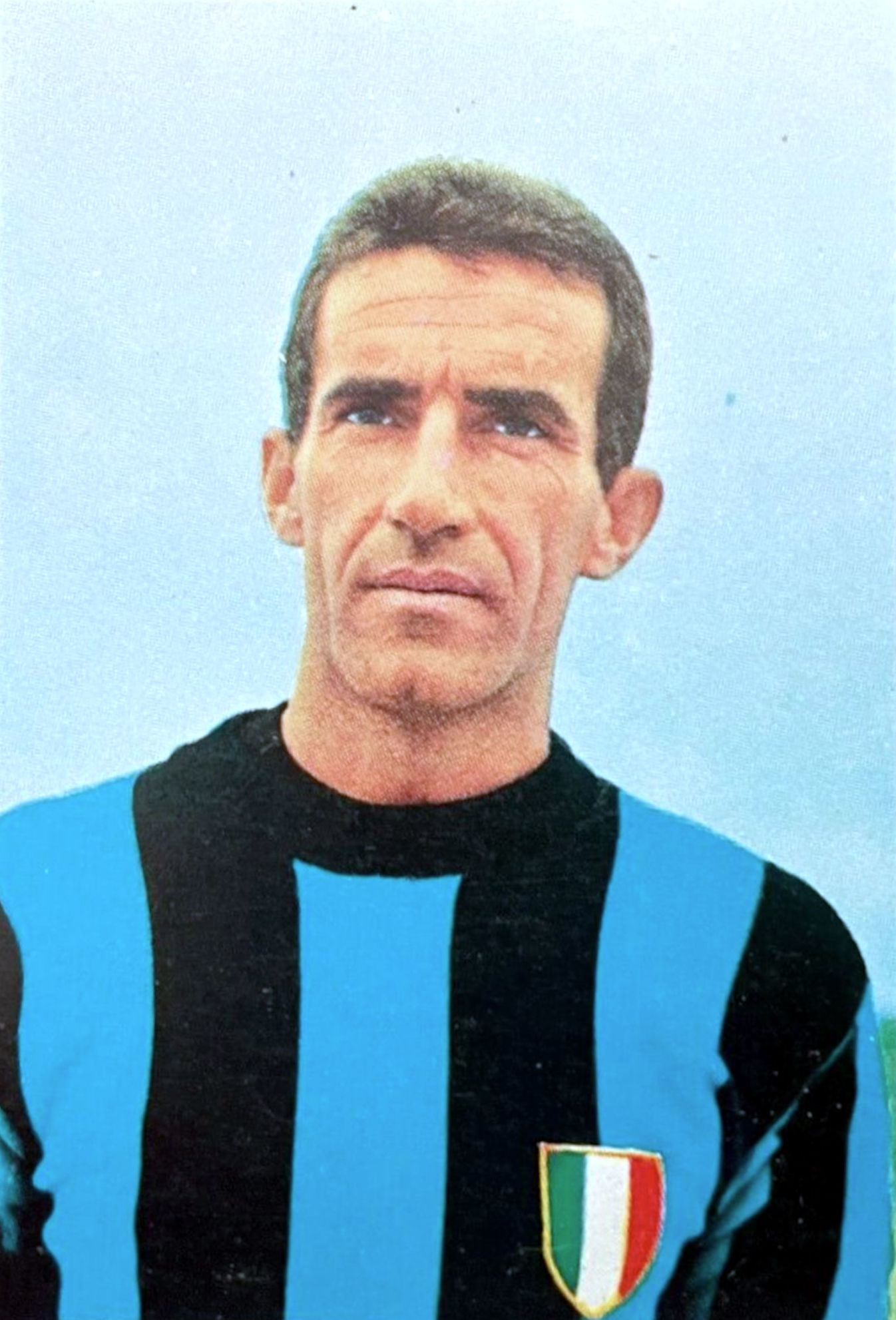
Armando Picchi en el Inter de Milán en la temporada 1965/66

Armando Picchi (20 de junio de 1935 - 26 de mayo de 1971) fue un jugador de fútbol italiano y más tarde entrenador.
Nació en Livorno, Picchi fue el capitán del Inter de Milán con el cual ganó 3 ligas nacionales, dos Copa de Europa (ahora UEFA Champions League) y dos copas Intercontinentales. 
Él dirigió a la Juventus, pero múrio temprano luego de tener cáncer. 
El nombre del Stadio Armando Picchi del Livorno lleva su nombre.

## Stadio Armando Picchi
Ubicado en Livorno, a partir de las preliminares de los Juegos Olímpicos de Roma 1960, pasa a llamarse Stadio Armando Picchi.
El Stadio Armando Picchi se construyó en 1933 y se inauguró en 1935 como Stadio Edda Ciano Mussolini (1935-1945), cuenta con capacidad para 19,238 personas y se encuentra localizado en Piazzale Montello 14, Livorno.